# Барбаро
Барбаро (ит. Barbaro) — знатный венецианский род.

## История
Семья Барбаро переселилась из Рима в Истрию, поселилась в Триесте и окончательно осела в Венеции в 868 году. В 968 году Антонио Барбериго назначается прокуратором венецианского района Сан-Марко. В 1120-е годы при доже Доменико Микьеле после участия в морских сражениях Марко Барбаро стал адмиралом.
Семейство Барбаро относилось к богатейшим в Венеции. Оно имело владения на Крите, в районе Вероны и Тревизо. Семейной резиденцией был Палаццо Барбаро на Гранд-канале близ Моста Академии в районе Сан-Марко.
Из фамилии Барбаро вышли дожи Венеции, епископы и патриархи, кардиналы и прокураторы, художники и гуманисты. Род Барбаро угас в середине XIX столетия.

## Члены семейства Барбаро
- Донато Барбаро (ок. 1259) — адмирал
- Эрмолао Барбаро (1410—1471/74) — епископ Тревизский и Веронский
- Николо Барбаро (1420—1494) — врач в Константинополе, очевидец взятия последнего турками
- Иосафат Барбаро (1413—1495) — дипломат и путешественник, посол в Персии
- Эрмолао Барбаро (1454—1493/95) — философ, патриарх Аквилеи
- Марко Барбаро (1510—1570) — автор «Генеалогии Патрициев» и других работ
- Даниэле Барбаро (1513-1570) — учёный, поэт, философ-гуманист, прелат, теолог и дипломат, патриарх Аквилеи (1550-1570)
- Маркантонио Барбаро (1518—1595) — учёный и дипломат, посол на службе Венецианской республики
- Франческо Барбаро — епископ Аквилейский (1585-93), патриарх Аквилеи (1593—1616)
- Эрмолао II Барбаро — епископ Аквилейский (1596—1616), патриарх Аквилеи (1616-22)
- Якопо де Барбари[источник не указан 3521 день] (1440—1515) — художник и график